# Babka (tkalcovství)

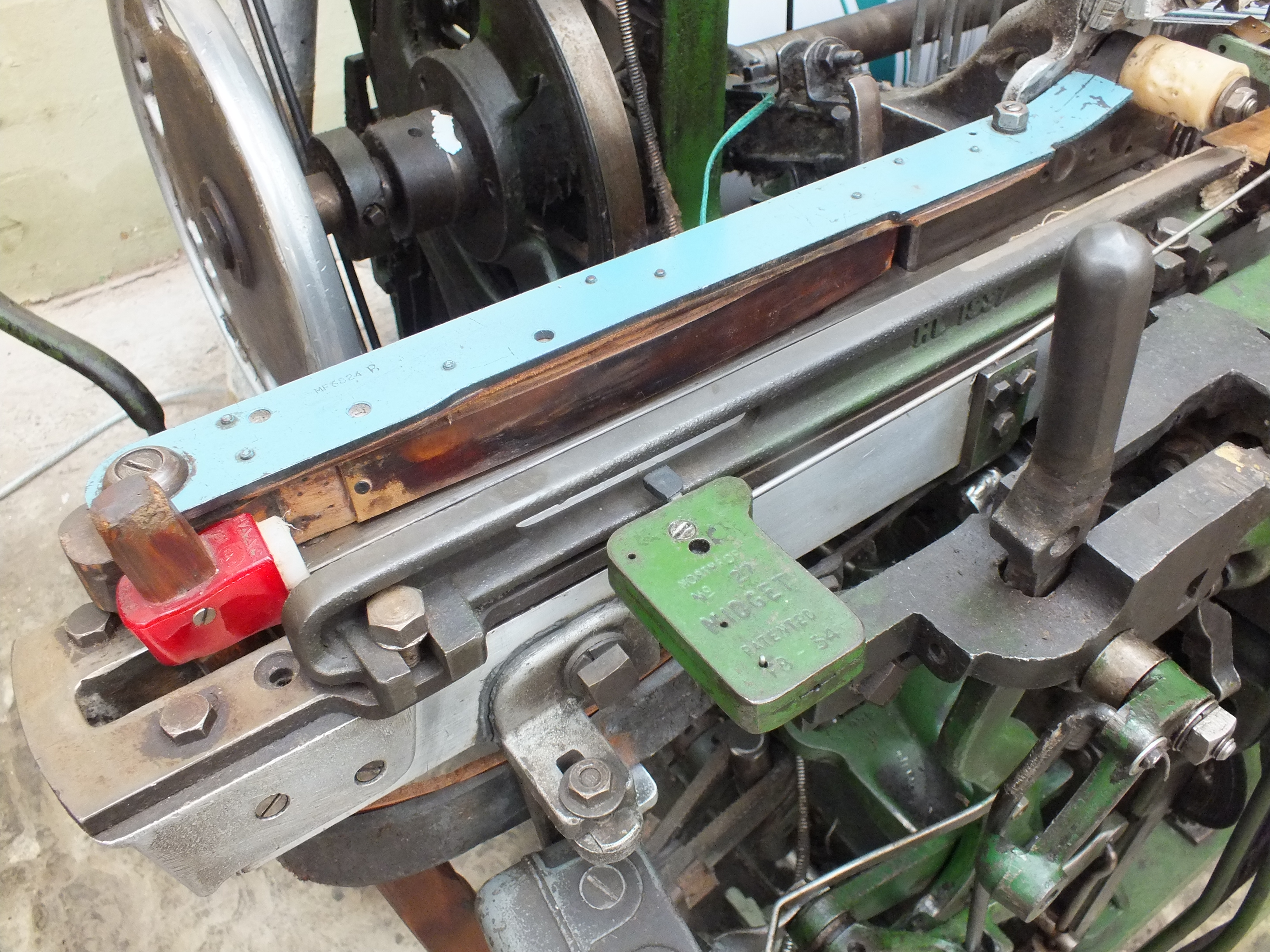
Člunečník na tkacím stroji z 2. poloviny 20. století

Babka (angl.: picker, něm.: Treiber) je pracovní element prohozního ústrojí na člunkových tkacích strojích. Babka je nasazena na konci prohozního ramene, jehož zrychlený pohyb přenáší na špičku člunku.
Babka se původně vyráběla ze surové buvolí kůže, novější provedení (asi od poloviny 20. století) jsou z plastů nebo z pryže s textilním jádrem (vložkou). 
Hlučnost způsobená nárazy člunku na babku se udává v rozmezí 100-110 dB.
Na snímku vpravo je na dřevěném prohozním ramenu babka z plastiku (červeně) s (bílou) pružnou vložkou. 